# Calymmium
| Äon                                      | Ära                                                 | Periode    | ≈ Alter (mya) |
| später                                   | später                                              | später     | jünger        |
| ---------------------------------------- | --------------------------------------------------- | ---------- | ------------- |
| P r o t e r o z o i k u m Dauer: 1959 Ma | Neoproterozoikum Jungproterozoikum Dauer: 459 Ma    | Ediacarium | 541 ⬍ 635     |
| P r o t e r o z o i k u m Dauer: 1959 Ma | Neoproterozoikum Jungproterozoikum Dauer: 459 Ma    | Cryogenium | 635 ⬍ 720     |
| P r o t e r o z o i k u m Dauer: 1959 Ma | Neoproterozoikum Jungproterozoikum Dauer: 459 Ma    | Tonium     | 720 ⬍ 1000    |
| P r o t e r o z o i k u m Dauer: 1959 Ma | Mesoproterozoikum Mittelproterozoikum Dauer: 600 Ma | Stenium    | 1000 ⬍ 1200   |
| P r o t e r o z o i k u m Dauer: 1959 Ma | Mesoproterozoikum Mittelproterozoikum Dauer: 600 Ma | Ectasium   | 1200 ⬍ 1400   |
| P r o t e r o z o i k u m Dauer: 1959 Ma | Mesoproterozoikum Mittelproterozoikum Dauer: 600 Ma | Calymmium  | 1400 ⬍ 1600   |
| P r o t e r o z o i k u m Dauer: 1959 Ma | Paläoproterozoikum Altproterozoikum Dauer: 900 Ma   | Statherium | 1600 ⬍ 1800   |
| P r o t e r o z o i k u m Dauer: 1959 Ma | Paläoproterozoikum Altproterozoikum Dauer: 900 Ma   | Orosirium  | 1800 ⬍ 2050   |
| P r o t e r o z o i k u m Dauer: 1959 Ma | Paläoproterozoikum Altproterozoikum Dauer: 900 Ma   | Rhyacium   | 2050 ⬍ 2300   |
| P r o t e r o z o i k u m Dauer: 1959 Ma | Paläoproterozoikum Altproterozoikum Dauer: 900 Ma   | Siderium   | 2300 ⬍ 2500   |
| früher                                   | früher                                              | früher     | älter         |

Das Calymmium ist ein chronostratigraphisches System und eine geochronologische Periode der Geologischen Zeitskala. Es ist das fünfte System des Proterozoikums und das erste System des Mesoproterozoikums. Es begann vor 1600 Millionen Jahren und endete vor 1400 Millionen Jahren, dauerte also 200 Millionen Jahre. Es folgte auf das Statherium und ging dem Ectasium voraus.

## Namensgebung und Definition
Der Name ist von Altgriechisch κάλυμμα (kalymma)  mit der Bedeutung Hülle abgeleitet. Dies nimmt Bezug auf das weltweit nachgewiesene Anwachsen bestehender und die Entstehung neuer „Sedimenthüllen“ (d. h. sedimentärer Plattformen) auf den damaligen Kontinenten (einschließlich vulkano-sedimentärer Ablagerungen).
Beginn und Ende des Calymmiums sind nicht durch GSSPs definiert, sondern durch GSSAs (Global Stratigraphic Standard Ages), das heißt auf meist volle 100 Millionen Jahre gerundete Durchschnittswerte radiometrischer Datierungen globaler tektonischer Ruhephasen.

## Stratigraphie

### Bedeutende Sedimentbecken und geologische Formationen
- Bangemall Supergroup im Bangemall-Becken am Capricorn-Orogen in Westaustralien  – 1620 bis 1070 Millionen Jahre BP[1]
  - Edmund Group – 1620 bis 1465 Millionen Jahre BP[2]
- Vindhya-Supergruppe im Norden Indiens – 1700 bis 600 Millionen Jahre BP
  - Semri Group – 1700 bis zirka 1590 Millionen Jahre BP
    - Rohtas-Formation – 1601 bis 1599 Millionen Jahre BP
    - Rampur Shale – 1602 bis 1593 Millionen Jahre BP
- Gaoyuzhuang-System des Nordchina-Kratons – 1425 bis 1348 Millionen Jahre BP
  - Guandi-Formation – um 1425 Millionen Jahre BP mit Stromatolithen

## Geodynamik

### Ereignisse
Gegen 1500 Millionen Jahren BP kam es zum endgültigen Zerbrechen des Superkontinents Columbia.

### Magmatische Akkretionsgürtel
- Rio-Negro-Jaruena-Gürtel in Brasilien – 1800 bis 1550 Millionen Jahre BP
- Arunta-Terran in Australien – 1800 bis 1500 Millionen Jahre BP
  - Southwark-Granitfolge (um 1570 Millionen Jahren BP)
- Musgrave-Terran in Australien – 1800 bis 1500 Millionen Jahre BP
- Mount-Isa-Terran in Queensland – 1800 bis 1500 Millionen Jahre BP
  - Williams-Granit (Batholith) – 1545 bis 1490 Millionen Jahre BP
  - Naraku-Granit (Batholith) – 1545 bis 1490 Millionen Jahre BP
- Georgetown-Terran in Queensland – 1800 bis 1500 Millionen Jahre BP
- Coen-Terran in Australien – 1800 bis 1500 Millionen Jahre BP
- Broken-Hill-Terran in New South Wales und Südaustralien – 1800 bis 1500 Millionen Jahre BP
- Mount-Painter-Terran in den Flinders Ranges in Südaustralien mit 1575 bis 1555 Millionen Jahre alten Graniten
  - Mount-Neill-Granitfolge – um 1575 Millionen Jahre BP
  - Moolawatana-Granitfolge – 1560 bis 1555 Millionen Jahre BP

### Orogenesen
- Chewings-Orogenese:
  - am Südrand des Nordaustralien-Kratons – 1620 bis 1580 Millionen Jahre BP
  - am Arunta-Terran – 1590 bis 1560 Millionen Jahre BP
- Isa-Orogenese am Mount-Isa-Terran – um 1600 Millionen Jahre BP